# SQLite
SQLite е релационна база данни с отворен код, поддържаща стандарта SQL. Реализирана е като библиотека към приложенията, а не като самостоятелно работеща програма. Използва се в продукти, разработвани от Adobe, Apple, Mozilla, Google и др.
Концепцията на SQLite е цялата база да бъде съсредоточена в един-единствен файл. Това я прави база данни без сървърен процес, особено подходяща за използване в мобилни устройства, таблети и софтуер, където е невъзможно поддържането на сървърен процес.
SQLite е бърза и надеждна база данни, затова е избрана за база данни по подразбиране в OpenOffice Base и LibreOffice Base. CMS системата Drupal също работи с SQLite.
SQLite прилага повечето от стандарта SQL-92 за SQL, но му липсват някои функции. Например, само частично се поддържат тригери и не може да пише във view (обаче чрез INSTEAD OF тригери се осигурява подобна функционалност). Поддръжката на изрази ALTER TABLE е ограничена (нови колони могат да се добавят само в края на таблицата).